# گوشه‌گیر چانه‌خاکستری
گوشه‌گیر چانه‌خاکستری (نام علمی: Phaethornis griseogularis) نام یک گونه از سرده گوشه‌گیرمرغ‌ها است.